# 棕尾蜂鸟
棕尾蜂鸟（学名：Amazilia tzacatl），是雨燕目蜂鸟科的一种鸟类。
棕尾蜂鸟体重约4.79克，翼长约56.4毫米，嘴峰长约21.9毫米，喙宽度约3.1毫米，喙厚度约2.4毫米，跗蹠长约5.7毫米，尾长约34.2毫米。棕尾蜂鸟在其分布区内为留鸟，其栖息在密集的高大树木组成的森林中，食性为草食性，主要食物来源是植物的花蜜。

## 亚种
- ：分布于墨西哥东部至巴拿马中部。
- ：分布于哥伦比亚北部和西部至委内瑞拉西部。
- ：分布于哥伦比亚。
- ：分布于哥伦比亚西南部和厄瓜多尔西部。
- ：分布于巴拿马西北部加勒比海岸外。[4]